# Tintukkal
Tintukkal (tamilsky திண்டுக்கல்) je město v Tamilnádu, jednom z indických svazových států. K roku 2011 v něm žilo přes 200 tisíc obyvatel.

## Poloha
Tintukkal leží ve vnitrozemské rovině mezi pohořími Palání (na západě) a Sirumalaj (na východě) v nadmořské výšce 285 m. Je vzdálen přibližně sedmdesát kilometrů jižně od Madury a přibližně 420 kilometrů jihozápadně od Čennaí, hlavního města Tamilnádu.

## Obyvatelstvo
Převažujícím náboženstvím je hinduismus (69 %), následuje křesťanství (16 %) a islám (15 %). Rodnou řečí 87 % obyvatel je tamilština, následuje s 6 % telugština.